# Titularbistum Eleutheropolis in Macedonia
Eleutheropolis in Macedonia (ital.: Eleuteropoli di Macedonia) ist ein Titularbistum der römisch-katholischen Kirche.
Es geht zurück auf ein ehemaliges Bistum in der gleichnamigen antiken Stadt in der römischen Provinz Macedonia im heutigen Norden Griechenlands.
| Titularbischöfe von Eleutheropolis in Macedonia |                                   |                                                                 |                   |                   |
| Nr.                                             | Name                              | Amt                                                             | von               | bis               |
| 1                                               | Johann Werner von Veyder          | Weihbischof in Köln (Deutschland)                               | 12. November 1703 | 30. Oktober 1723  |
| 2                                               | Jean François Fouquet SJ          |                                                                 | 21. März 1725     | 14. März 1741     |
| 3                                               | James Murphy                      | Koadjutorbischof von Clogher (Großbritannien)                   | 8. Mai 1798       | 3. November 1801  |
| 4                                               | Franciszek Lewiński               | Weihbischof in Podlachien (Polen)                               | 3. Juli 1826      | 15. Juli 1854     |
| 5                                               | Eustachio Vito Modesto Zanoli OFM | (Koadjutor-)Apostolischer Vikar von (Ost-)Hankou (China)        | 7. August 1857    | 17. Mai 1883      |
| 6                                               | Théodore-Herman Rutjes CICM       | Apostolischer Vikar der Ost-Mongolei (China)                    | 11. Dezember 1883 | 4. August 1896    |
| 7                                               | Bolesław Hieronim Kłopotowski     | Weihbischof in Luzk, Zhytomyr und Kamyanets-Podilskyi (Ukraine) | 2. August 1897    | 14. Dezember 1899 |
| 8                                               | František Borgia Krásl            | Weihbischof in Prag (Tschechien)                                | 27. Juli 1901     | 27. Juli 1907     |